# Jan Ekier

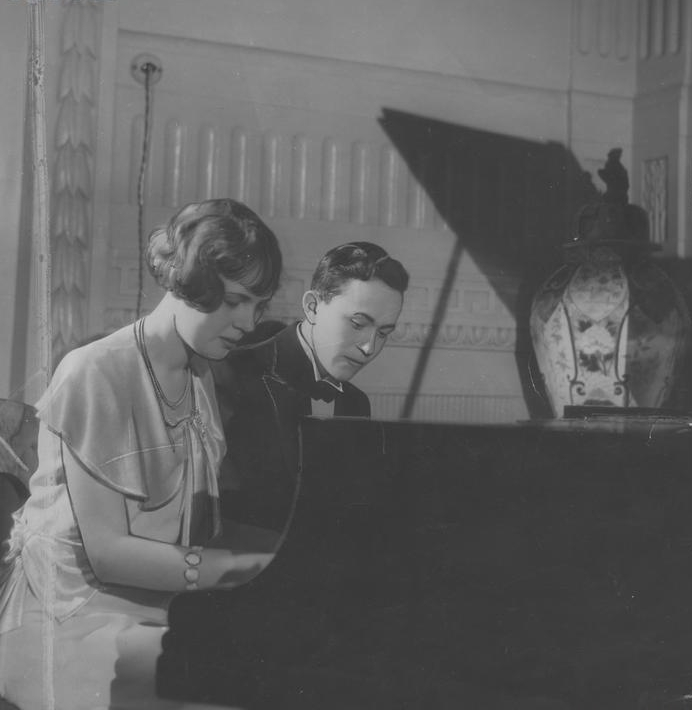
Jan Ekier z siostrą Haliną podczas koncertu u hrabiny Potockiej, 1934

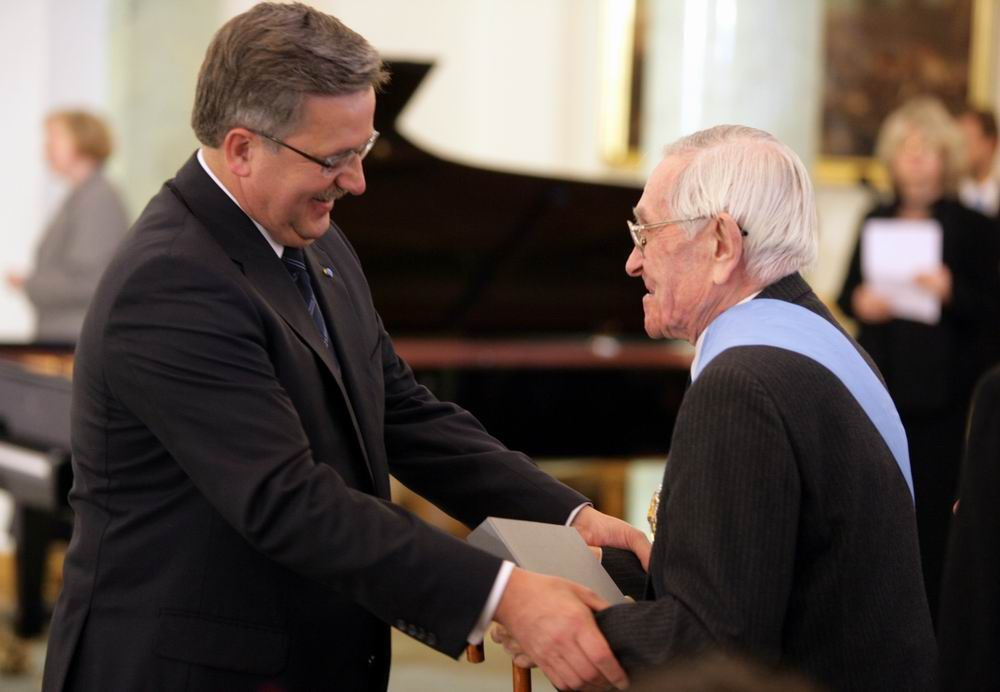
Profesor Jan Ekier z prezydentem Bronisławem Komorowskim, 2010

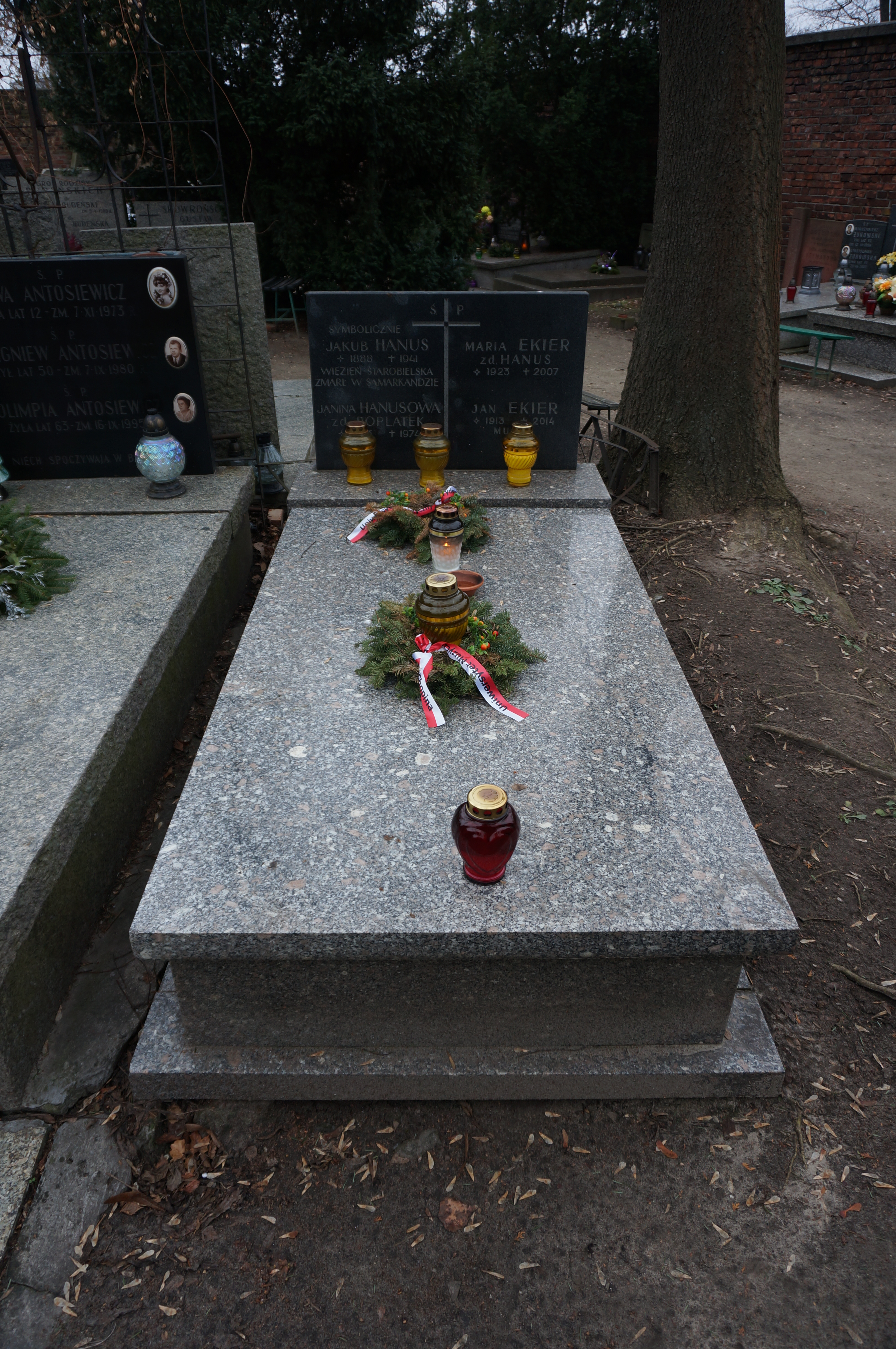
Grób Jana Ekiera na cmentarzu Powązkowskim w Warszawie

Jan Stanisław Ekier (ur. 29 sierpnia 1913 w Krakowie, zm. 15 sierpnia 2014 w Warszawie) – polski pianista, pedagog i kompozytor, profesor sztuk muzycznych. Wielokrotny juror Konkursów Chopinowskich w Warszawie. Wydawca dzieł Fryderyka Chopina. Kawaler Orderu Orła Białego.

## Życiorys

### Młodość i wykształcenie
Pochodził z rodziny o muzycznych tradycjach, był synem Stanisława (1880–1930), kompozytora muzyki tanecznej i wodewilów. Jego siostra Halina (1915–1962) była pianistką, docentem Państwowej Wyższej Szkoły Muzycznej w Krakowie.
Naukę gry na fortepianie rozpoczął prywatnie u Olgi Stolfowej w Krakowie. Od 1933 kształcił się dalej pod jej okiem w szkole muzycznej im. Władysława Żeleńskiego. Lekcje kompozycji pobierał u Bernardina Rizziego. W latach 1932–1934 odbył studia muzykologiczne na Uniwersytecie Jagiellońskim u Z. Jachimeckiego, a w latach 1934–1939 wyższe studia muzyczne w Konserwatorium Warszawskim (fortepian u Zbigniewa Drzewieckiego i kompozycja u Kazimierza Sikorskiego). W latach 1940–1941 uczył się gry na organach u prof. Bronisława Rutkowskiego.

### Kariera pianistyczna
Pierwsze koncerty zaczął dawać w wieku kilkunastu lat. Wielokrotnie grywał na cztery ręce ze swoją siostrą, Haliną. W 1937 został laureatem VIII nagrody na III Międzynarodowym Konkursie Pianistycznym im. Fryderyka Chopina w Warszawie. Po tym sukcesie występował w Polsce i za granicą. Brał udział w koncertach Organizacji Ruchu Muzycznego, których celem było upowszechnienie muzyki na prowincji.
W czasie okupacji grywał na koncertach konspiracyjnych i brał udział w spotkaniach patriotycznych. Podczas powstania warszawskiego dał ok. 30 występów. Po zakończeniu wojny wznowił karierę artystyczną. Występował w Europie, Ameryce Południowej i w Japonii. Wiele razy był solistą Orkiestry Filharmonii Narodowej w trakcie jej koncertów zagranicznych. Wykonywał głównie dzieła Chopina (m.in. oba koncerty fortepianowe), ale także utwory Bacha, Szymanowskiego i Prokofjewa.

### Praca pedagogiczna
Działalność pedagogiczną podjął w 1933/34 – uczył solfeżu w Szkole Muzycznej im. W. Żeleńskiego w Krakowie. Po wojnie poświęcił się kształceniu pianistów. W 1946/47 uczył w Państwowej Średniej Szkole Muzycznej w Lublinie. Był jednym z założycieli Państwowej Wyższej Szkoły Muzycznej w Sopocie, pełniąc w pierwszych latach jej istnienia funkcję rektora (1947–1948). W 1953 uzyskał tytuł naukowy profesora sztuk muzycznych i został profesorem Państwowej Wyższej Szkoły Muzycznej w Warszawie, a w latach 1964–1972 i od 1974 kierownikiem katedry fortepianu. W latach 1962–1969 wykładał w Państwowej Wyższej Szkole Muzycznej w Krakowie. Był członkiem Polskiej Akademii Umiejętności. Ponadto od 1960 wykładał na kursach mistrzowskich dla pianistów w Annecy, Hamburgu, Bonn, Kolonii, Darmstadcie, Mannheimie, São Paulo, Tokio i innych. Jego uczniami są m.in. Bronisława Kawalla, Piotr Paleczny, Alicja Paleta-Bugaj, Yuko Kawai.
W 1995 otrzymał doktorat honorowy Akademii Muzycznej im. Fryderyka Chopina w Warszawie.
W 2000 przeszedł na emeryturę.
Zmarł 15 sierpnia 2014 w Warszawie, pochowany 25 sierpnia 2014 na cmentarzu Powązkowskim (kwatera e-5-2).

## Życie prywatne
Dwukrotnie żonaty. Jego pierwszą żoną była Danuta Szaflarska, z którą miał córkę Marię (ur. 1943). Z jego drugiego małżeństwa, z nauczycielką fortepianu Marią Hanus (1923–2007, córka Jakuba), wywodzą się synowie Stanisław (ur. 1955) i Jakub (ur. 1961).

### Działalność edytorska
Działalność edytorską Ekier rozpoczął po wojnie jako członek zespołu redakcyjnego «Biblioteki Pedagogicznej» PWM (wespół z Z. Drzewieckim, J. Hofmannem, S. Szpinalskim, H. Sztompką i B. Woytowiczem). Następnie opublikował własne opracowania utworów J.S. Bacha (Inwencje, Suity francuskie, Suity angielskie, Koncert włoski, Chromatyczna fantazja i fuga).
Od 1959 pełnił funkcję redaktora naczelnego Wydania Narodowego Dzieł Fryderyka Chopina, którego celem jest publikacja wszystkich kompozycji Chopina w ich oryginalnym kształcie. Za swą pracę w wydawnictwie otrzymał m.in. Nagrodę Chopinowską (1998) i nagrodę specjalną Ministra Kultury (2004).
Współpracował także z Universal Edition przy redakcji dzieł (Impromptus 1977, Scherzi 1979, Nocturnes Fryderyka Chopina w serii «Wiener Urtext Edition» 1980). Tematyce chopinowskiej poświęcił szereg publikacji.

### Przynależność do organizacji
W latach 1945–1946 był członkiem prezydium, 1946–1947 sekretarzem zarządu głównego Związku Kompozytorów Polskich; należał do członków założycieli reaktywowanego Związku Zawodowego Muzyków RP (1945–1946 sekretarz zarządu głównego) oraz SPAM; w latach 1955–1961 i 1972–1976 był członkiem zarządu i rady naukowej TIFC.

### Juror konkursów muzycznych
Był jurorem dziewięciu (1949, 1960, 1965, 1970, 1975, 1980, 1985, 1990, 1995) Konkursów Chopinowskich, w tym trzykrotnie przewodniczącym jury (w latach 1985, 1990 i 1995). W trakcie Konkursów w 2000 i 2010 pełnił funkcję honorowego przewodniczącego.
Był też jurorem międzynarodowych konkursów w Budapeszcie (1956), Lipsku (1964), Paryżu (1967), Terni (1971, 1973), Pradze (1973), Bolzano (1975, 1977), Genewie (1975, 1986), Seregano (1977), Monzy (1980), Monachium (1977), Tel Awiwie (1980), Tokio (1983), Wiedniu (1985), Hamburgu (1987) i Fort Worth (1989).

## Kompozycje
- Dwa preludia na fortepian (1932)
- Humoreska na fortepian (1933)
- Straszak balet dziecięcy (1933)
- Śmierć fauna obrazek sceniczny (1933)
- Dwa mazurki na fortepian (1933)
- Kołysanka na fortepian (1933) odznaczony
- Tempo dnia balet (1934)
- Toccata na fortepian (1935)
- Mazurek na fortepian (1935)
- Suita góralska (wersja I) na orkiestrę kameralną (1935)
- Krakowiak na fortepian (1936)
- Suita góralska (wersja II) na orkiestrę symfoniczną (1937)
- Wariacje i fuga na kwartet smyczkowy (1937)
- Taniec góralski na fortepian (1938)
- Kolorowe melodie na fortepian (1949)
- Koncert fortepianowy (1949)
- Kolorowe melodie na chór mieszany i orkiestrę symfoniczną (1951)

## Publikacje
- 1936 – J. Ekier, Moje najgłębsze wzruszenie muzyczne, „Muzyka” 1936, z. 1/6.
- 1947 – J. Ekier, Jeszcze o Festiwalu w Pradze, „Ruch Muzyczny” 1947 nr 17.
- 1948 – J. Ekier, Nowa pozycja, „Ruch Muzyczny” 1948 nr 11. J. Ekier, Wiosna w Pradze, „Ruch Muzyczny” 1948 nr 13/14.
- 1949 – J. Ekier, Czym jest dla mnie Chopin?, „Ruch Muzyczny” 1949 nr 5/6.
- 1950 – J. Ekier, W dwóchsetną rocznicę śmierci Johanna Sebastiana Bacha, „Muzyka” 1950 nr 2.
- 1952 – J. Ekier, Zagadnienie opracowań akompaniamentów orkiestrowych koncertów fortepianowych Fryderyka Chopina, „Muzyka” 1952 nr 3/4.
- 1954 – J. Ekier, J. S. Bacha Inwencje dwugłosowe w wydaniu PWM, „Muzyka” 1954 nr 3/4.
- 1960 – J. Ekier, Le probleme d’authenticité de six oeuvres de Chopin, „The Book of the First International Musicological Congress devoted to the works of. F. Chopin: 16-22.02.1960”. J. Ekier, Nationalupplagen av Chopins verk. „Musikrevy” 1960 nr 6. J. Ekier, Chopin – Wydanie Narodowe. Prospekt, Kraków 1960.
- 1964 – J. Ekier, O Wydaniu Narodowym Dzieł Fryderyka Chopina, „Polska” 1964 nr 10.
- 1966 – J. Ekier, Chopin jako pedagog, Zeszyty Naukowe PWSM w Warszawie 1966 nr 1.
- 1968 – J. Ekier, The National Edition of the Works of Frédéric Chopin. Fr. Chopins werke Nationalausgabe, „Polnische Musik” 1968 nr 1.
- 1969 – W. Waliszewska, M. Münz, J. Ekier, Niezwykła nauczycielka muzyki. O Oldze Stolfowej, „Ruch Muzyczny” 1969, nr 19.
- 1970 – Fryderyk Chopin. Ballady – Komentarze źródłowe. Opracował Jan Ekier, Kraków 1970.
- 1972 – Jan Ekier odpowiada na pytania Ruchu Muzycznego, „Ruch Muzyczny” 1972 nr 17.
- 1974 – J. Ekier, Chopin jako pedagog, „Ruch Muzyczny” 1974 nr 10 i 11. J. Ekier, Przed IX Konkursem Chopinowskim, „Trybuna Ludu” 1974 nr 41. J. Ekier, Opinia, „Ruch Muzyczny” 1974 nr 15. J. Ekier, The purpose, scope and character of the national edition, „Polish Music” 1974 nr 3. J. Ekier, Wstęp do Wydania Narodowego Dzieł Fryderyka Chopina. Cz. I – Zagadnienia edytorskie, Kraków 1974.
- 1978 – J. Ekier, Das Impromptu cis-moll (op. 66) von Frédéric Chopin, „Neue Zesischrift für Musik” 1978 nr 3.
- 1980 – J. Ekier, Grać Chopina, „Kultura” 1980 nr 8 i nr 9.
- 1983 – J. Ekier, Problemes d’intrerptrétation des oeuvres de Chopin, „Polish Art Studies” 1983 vol. 4.
- 1985 – J. Ekier, Fair play, „Radar” 1985 nr 40. J. Ekier, Nie zgubić muzyki. Przed XI Konkursem Chopinowskim, „Rzeczpospolita” 1985 nr 75.
- 1986 – J. Ekier, Jak grał Chopin?, „Rocznik Chopinowski” 1986 nr 20. J. Ekier, Zagadnienia pianistyki związane z wyższą warszawską Uczelnią Muzyczną. Materiały z sesji naukowej w 175-lecie Akademii Muzycznej im. F. Chopina w Warszawie. Zeszyt Naukowy AMFC 1986 nr 20. J. Ekier, Szturmówka, [w:] Opowieść o piosence. Wspomnienia o piosence z czasów wojny, Warszawa 1986.
- 1988 – J. Ekier, Ostateczny tekst czy ostateczne teksty Chopina? Zagadnienie wariantów, „Rocznik Chopinowski” 1988 nr 20.
- 1988 – J. Ekier, Historia i teoria interpretacji pianistycznej dzieł Chopina. Dyskusja okrągłego stołu, „Rocznik Chopinowski” 1988 nr 20.

- 1994 – J. Ekier, Frederick Chopin: how did he play?, „Chopin Studies” 1994 nr 4. J. Ekier, The final texst of Chopin? The problem of variants, „Chopin Studies” 1994 nr 4.
- 1996 – J. Ekier, Julian Fontana jako wydawca 'Oeuvres posthumes' Chopina: z zagadnień wydawania utworów pośmiertnych Fryderyka Chopina, „Rocznik Chopinowski” 1996/97 nr 22/23.
- 1999 – J. Ekier, Koncepcja edytorska 'Wydania Narodowego Dzieł Fryderyka Chopina', [w:] Dzieło Chopina jako źródło inspiracji wykonawczych, 1999.
- 2003 – J. Ekier, The reconstruction of the works of Chopin, [w:] Chopin’s work. His inspirations and creative process in the light of the sources, 2003.
- 2005 – J. Ekier, Four communiqués on the work of the National Edition, [w:] Chopin in Performance: History, Theory, Practice, Warsaw 2005.
- 2006 – J. Ekier, Adolf Gutmann: the Second „Great” Copyist of Chopin’s Works, [w:] Chopin in Paris. The 1830s, Warsaw 2006.
- 2012 – Wstęp do Wydania Narodowego Dzieł Fryderyka Chopina. Cz. II. Zagadnienia wykonawcze. Współpraca Paweł Kamiński, Warszawa 2012.
- 2013 – Jan Ekier, Słowo wstępne, [w:] Ewa Sławińska-Dahlig, Adolphe Gutmann. Ulubiony uczeń Chopina, Warszawa 2013.

## Ordery i odznaczenia
- Order Orła Białego (29 września 2010)[16]
- Krzyż Komandorski z Gwiazdą Orderu Odrodzenia Polski (17 kwietnia 2000)[17]
- Order Sztandaru Pracy II klasy (1960)
- Krzyż Oficerski Orderu Odrodzenia Polski (11 lipca 1955)[18]
- Złoty Krzyż Zasługi (22 lipca 1952)[19]
- Medal 40-lecia Polski Ludowej (1984)[20]
- Medal 10-lecia Polski Ludowej (19 stycznia 1955)[21]
- Złoty Medal „Zasłużony Kulturze Gloria Artis” (9 września 2005)[22]
- Odznaka tytułu honorowego „Zasłużony dla Kultury Narodowej” (1987)[23]
- Odznaka Honorowa „Zasłużony dla Mazowsza”[24]

## Nagrody i wyróżnienia
- Państwowa Nagroda Artystyczna I stopnia (zespołowa) za przygotowanie kandydatów do IV Międzynarodowego Konkursu im. Chopina (1950)[25]
- Nagroda I stopnia Ministra Kultury i Sztuki (1964, 1974)
- Doktor honoris causa Akademii Muzycznej im. Fryderyka Chopina w Warszawie (1995)[26]
- Nagroda Chopinowska przyznana przez Międzynarodową Fundację im. Fryderyka Chopina (1998)
- Nagroda specjalna Ministra Kultury RP (2004)
- Koryfeusz Muzyki Polskiej w kategorii Nagroda Honorowa (2013)